# Ramsowo
Ramsowo [ramˈsɔvɔ] (tiếng Đức: Groß Ramsau)  là một ngôi làng thuộc khu hành chính của Gmina Barczewo, thuộc huyện Olsztyński, Warmińsko-Mazurskie, ở miền bắc Ba Lan. Nó nằm khoảng 10 kilômét (6 mi) về phía đông bắc của Barczewo và 23 km (14 mi) về phía đông bắc của thủ đô khu vực Olsztyn.
Ngôi làng có dân số là 590.

## Liên kết
- Kreisgemeinschaft Allenstein-Land e. V.